# Toca samba
Toca samba là một loài nhện trong họ Ctenidae.
Loài này thuộc chi Toca. Toca samba được miêu tả năm 2009 bởi Polotow & Antonio D. Brescovit.